# Ciprian Valcan
Ciprian Valcan (né le 5 décembre 1973 à Arad, Roumanie) est un philosophe et écrivain roumain.

## Biographie
Il fait sa maîtrise (1996) et DEA (1997) de philosophie à la Sorbonne. Il est promu docteur en philosophie de l’université Babeș-Bolyai de Cluj-Napoca (2002) puis docteur en lettres de l’université de l'Ouest de Timișoara (2005) et finalement docteur en histoire culturelle de l’École pratique des hautes études de Paris (2006). Il a publié plusieurs essais en Roumanie, notamment sur Emil Cioran ou sur le balbutiement. Il est également membre du comité de rédaction de la revue Alkemie aux Éditions Classiques Garnier.

## Œuvres
- Recherches autour d’une philosophie de l’image, Augusta, Timișoara, 1998
- Studii de patristică și filosofie medievală (Études de patristique et philosophie médiévale), Augusta, Timișoara, 1999
- Eseuri barbare (Essais barbares), Augusta, Timișoara, 2001
- La concurrence des influences culturelles françaises et allemandes dans l’œuvre de Cioran, Editura Institutului Cultural Român, Bucarest, 2008 - traduit en espagnol par Maria Liliana Herrera avec le titre Influencias culturales francesas y alemanas en la obra de Cioran, Editorial Universidad Tecnologica de Pereira, Pereira, 2016
- Filosofia pe înțelesul centaurilor (La philosophie pour les centaures), Napoca Star, Cluj-Napoca, 2008
- Teologia albinoșilor, Napoca Star, Cluj-Napoca, 2010 (avec Dana Percec)
- Elogiul bâlbâielii, All, Bucarest, 2011
- Logica elefanților, All, Bucarest, 2013 (avec Dana Percec)
- French and German Cultural Influences in Cioran's Work, Lambert Academic Publishing, Sarrebruck, 2013
- Amiel și canibalul, Cartea Românească, Bucarest, 2013
- Metafizica bicicliștilor, All, Bucarest, 2013 (avec Dana Percec) - traduit en tchèque par Hana Herrmannova avec le titre Metafyzika cyklistu, Herrmann&Synove, Praga, 2015
- Retratos con azar, Desde Abajo, Bogota, 2014 (avec Saúl Yurkievich et Ilinca Ilian)
- Cioran, un aventurier nemișcat, All, Bucarest, 2015 - traduit en espagnol par Miguel Angel Mendoza avec le titre Cioran, un aventurero inmóvil, Editorial Universidad Tecnologica de Pereira, Pereira, 2018
- Le vecchie et il diavolo – traduit en italien par Giovanni Rotiroti et Iulian Francisco Ciubotaru, Joker, Novi Ligure, 2017
- Socrate și portăreasa, Eikon, Bucarest, 2019
- Husserl y el dragón - traduit en espagnol par Raluca Ciortea, Ex Libris, Mexico, 2021